# 野洲市立北野小学校
野洲市立北野小学校（やすしりつ きたのしょうがっこう）は、滋賀県野洲市にある公立小学校。

## 沿革
- 1983年（昭和58年）4月1日 - 野洲町立祇王小学校および野洲町立野洲小学校より分離し創立される。
- 2004年（平成16年）10月1日 - 野洲町の市制施行に伴い、野洲市立北野小学校に改称される。

## 交通アクセス
JR琵琶湖線 野洲駅下車、近江バスに乗車、北野小学校前下車、徒歩約300m

## 所在地
〒520-2362 滋賀県野洲市市三宅240

## 著名な出身者
- 坂本紘司（元プロサッカー選手）
- 高木和道（元プロサッカー選手）